# آلان بارودوني
آلان بارودوني (مواليد 19 أبريل 1940) هو مبارز بالسيف سويسري، مثّل بلاده في الألعاب الأولمبية الصيفية 1972.

## روابط خارجية
آلان بارودوني على موقع أوليمبيديا (الإنجليزية)